# 小行星2862
小行星2862（2862 Vavilov）是一颗围绕太阳公转的小行星。1977年5月15日，尼古拉·切爾尼赫在克里米亚发现了此天体。
該小行星以蘇聯植物學家尼古拉·瓦維洛夫和蘇聯物理學家謝爾蓋·瓦維洛夫命名。
这颗小行星的绝对星等为278.092928969395等。